# Sever(…)
Sever[…] war ein antiker römischer Toreut (Metallbildner), der in der zweiten Hälfte des 1. Jahrhunderts in Italien tätig war.
Sever[…] ist heute nur noch aufgrund eines Signaturstempels auf einer Bronze-Badeschale bekannt, der den Namen nicht vollständig wiedergab, bei dem eine eindeutige Ergänzung aber nicht möglich ist. Diese wurde in Neupotz, Landkreis Germersheim, Rheinland-Pfalz, Deutschland gefunden. Heute befindet sich das Stück im Historischen Museum der Pfalz in Speyer, zuvor in Rheinzabern.

## Einzelbelege
1. ↑  Inventarnummer 81/25-II10; Richard Petrovszky: Studien zu römischen Bronzegefäßen mit Meisterstempeln. Leidorf, Buch am Erlbach 1993, S. 302–303, Nr. S.15.01.

| Personendaten    | Personendaten                              |
| ---------------- | ------------------------------------------ |
| NAME             | Sever(…)                                   |
| ALTERNATIVNAMEN  | Sever[…]                                   |
| KURZBESCHREIBUNG | antiker römischer Toreut                   |
| GEBURTSDATUM     | 1. Jahrhundert v. Chr. oder 1. Jahrhundert |
| STERBEDATUM      | 1. Jahrhundert oder 2. Jahrhundert         |